# Delamere and Oakmere
Delamere and Oakmere är en civil parish i Cheshire West and Chester i Cheshire i England. Det inkluderar Birch Hill, Blakemere, Boothsdale, Castle Hill, Crabtree Green, Delamere, Gallowsclough, Hart Hill Bank, Oakmere, Organsdale, Plover's Moss och Primrose Hill. Skapad 1 april 2015.